# Dominique Honoré Antoine Marie Vedel
Dominique Honoré Antoine Marie Vedel (2 de julio de 1771-30 de marzo de 1848) fue un general del Primer Imperio Francés que sirvió durante las campañas revolucionarias e imperiales. Combate en Bailén, en julio de 1808, durante la guerra de la Independencia española, bajo el mando de Pierre-Antoine Dupont de l'Étang.

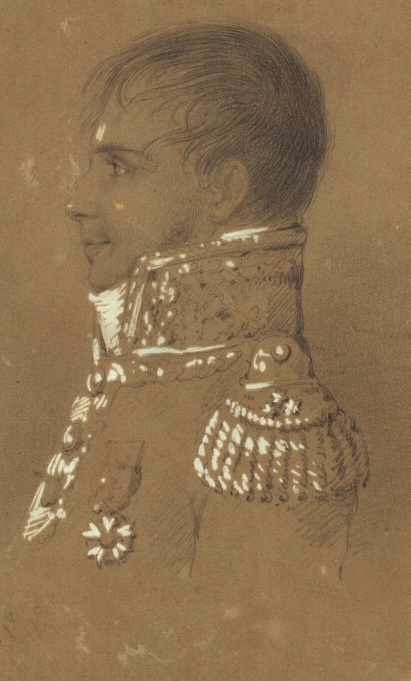
General de División Dominique Honoré Antoine Marie Vedel

## Batalla de Bailén
A mediados de junio de 1808, el 17.º regimiento de infantería ligera de Vedel recibió la orden de dirigirse desde su cuartel en Toledo a marcha forzada hacia Sierra Morena para abrir la vía de comunicación entre La Mancha y Andalucía. Consiguió vencer a las tropas españolas que cerraban el paso de Despeñaperros y toma Mengíbar y La Carolina en su camino hacia Bailén.
Aunque Vedel no estaba cercado por los españoles, el general Dupont le ordenó a capitular también. De acuerdo con los términos de la capitulación firmada en Andújar el 22 de julio de 1808 entre el general Castaños y el conde de Tilly, emisario de la Junta Suprema de Sevilla, por parte de las fuerzas españolas y por los generales franceses Marescot y Chabert, las tropas del general Vedel —a diferencia de las del general Dupont, que eran consideradas prisioneros de guerra—(artículo 1.º) deberían entregar sus armas —salvo los «señores generales, jefes y demás oficialas»(5.º artículo) y se les trasladarían a Rota «para embarcarse en buques con tripulación española» para su traslado al puerto de Rochefort (6.º artículo).

## Servicio militar
- 25 de diciembre de 1799: comandante del 17.º regimiento de infantería ligera
- 1803: coronel del 17.º regimiento de infantería ligera
- 24 de diciembre de 1805: general de brigada
- 3 de noviembre de 1807: general de división

## Condecoraciones
- 14 de mayo de 1807: comendador de la Legión de Honor
- 28 de junio de 1808: conde del Imperio